# 클레이 클레먼트

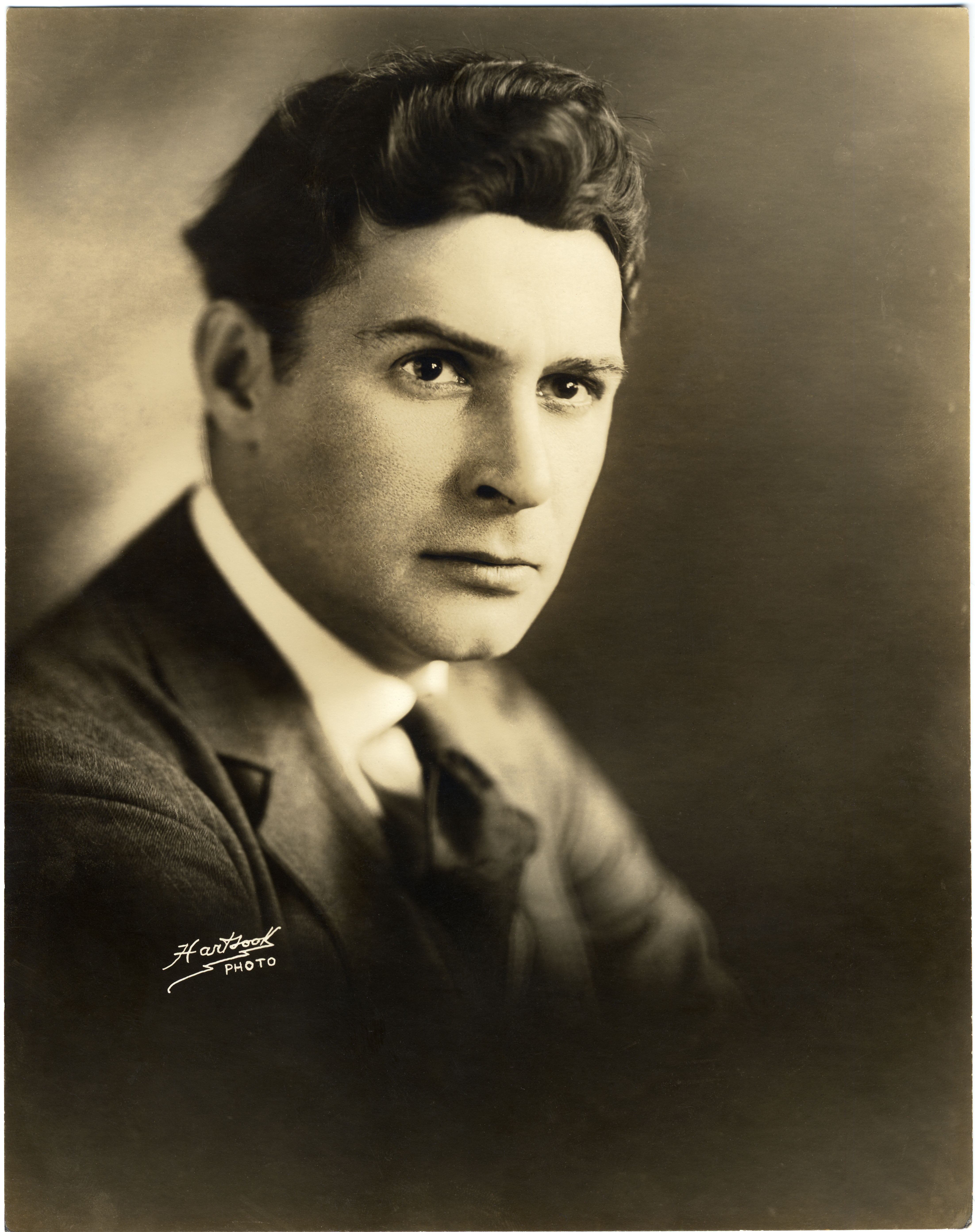

클레이 클레먼트(Clay Clement, 1888년 5월 19일 ~ 1956년 10월 20일)는 미국의 배우이다.
레버넌에서 태어났다.

## 영화
- 엘리게이니 폭동 (1939년)
- 포효하는 20년대 (1939년)
- 로잘리 (1937년)
- 와이프 대 비서 (1936년)
- 하우스 오브 미스터리 (1934년)
- 원더 바 (1934년)
- 그림자 없는 남자 (1934년)
- 더 월드 체인지 (1933년) - Lt. Col. 조지 암스트롱 커스터 역
- 하드 투 핸들 (1933년)
- 밤쉘 (1933년)
- 래스퓨틴 앤 더 엠프리스 (1932년)